# Чернейка (приток Туросны)
Чернейка — река на юго-западе Тверской области, протекает по территории Жарковского района и по его границе с Нелидовским. Приток Туросны. Длина реки составляет 13 километров.
Вытекает из небольшого озера Чертоус, расположенного в заболоченной местности. Течёт на юг, юго-запад и юго-восток; в целом на юг. Ширина реки в верхнем течении 8 метров, глубина до 0,8 метров. Ширина в нижнем — 6 метров, глубина — 1 метр.
Протекает по заболоченной местности. Населённых пунктов на берегу реки нет. Впадает в Туросну слева на высоте 174,8 метра над уровнем моря.
Основной приток — река Деревенька — левый, впадает на высоте 178,4 метра над уровнем моря.